# American Bluff
Pour plus de détails, voir Fiche technique et Distribution.
American Bluff ou Arnaque américaine au Québec et au Nouveau-Brunswick (American Hustle) est une comédie dramatique américaine de David O. Russell, sorti en salles aux États-Unis le 13 décembre 2013 en exploitation limitée, puis le 20 décembre 2013 en sortie nationale. En France, il est sorti le 5 février 2014.
Vaguement inspiré du fonctionnement de l'opération du FBI nommée Abscam qui a eu lieu entre la fin des années 1970 et le début des années 1980, American Bluff narre l'histoire de deux escrocs (Christian Bale et Amy Adams) contraints par un agent fédéral (Bradley Cooper) de mettre en place une opération d'infiltration élaborée pour coincer des politiciens corrompus, notamment le maire de Camden (Jeremy Renner), dans le New Jersey. Jennifer Lawrence incarne l'épouse imprévisible 
Dès sa sortie en salles, American Bluff a rencontré un large accueil critique, ainsi qu'un énorme succès commercial avec 251 millions de dollars de recettes mondiales, pour un budget de 40 millions. Début 2014, le film est nommé dans six catégories des Golden Globes et remporte trois récompenses, celui de meilleur film musical ou de comédie, meilleure actrice dans un film musical ou une comédie pour Amy Adams et Golden Globe de la meilleure actrice dans un second rôle pour Jennifer Lawrence. Il est également nommé dans dix catégories aux Oscars, devenant ainsi le long-métrage le plus nommé à la 86e cérémonie, ex æquo avec Gravity. Comme Happiness Therapy du même réalisateur l'année précédente, American Bluff concourt dans les sept catégories les plus prestigieuses (film, réalisateur, acteur, actrice, seconds rôles féminin et masculin et scénario). Toutefois, il n'obtient aucun prix sur ces dix citations.

## Synopsis
1978 dans le New Jersey, Irving Rosenfeld, escroc et usurier, a rencontré quelques années auparavant Sydney Prosser, ancienne strip-teaseuse devenue secrétaire dans un magazine de mode, à une fête. Séduits l'un par l'autre, ils ne tardent pas à devenir amants et associés, Sydney améliorant les escroqueries de prêt financier de Rosenfeld en se faisant passer pour une aristocrate anglaise. Bien que formant un couple assorti, Irving, marié, n'est pas prêt à laisser son fils adoptif, Danny, à son épouse, Rosalyn, godiche instable, qui refuse de divorcer. Un jour, l'une de leurs combines vaut à Sydney d'être arrêtée par l'agent du FBI Richie DiMaso, qui est prêt à la relâcher et à abandonner les charges, à condition qu'elle et Irving montent une opération visant à confondre d'autres arnaqueurs de haute volée et à aligner quatre arrestations. DiMaso n'a que cerné en partie le personnage de Sydney, dont il croit toujours qu'elle est anglaise.
Pensant un temps à s'enfuir avec Sydney, qui est libérée de prison et qui est réticente à ce projet, Irving se retrouve contraint d'accepter : il monte un plan auprès d'un faux riche cheikh arabe à la recherche d'investissements potentiels sur le territoire américain. Sydney lui annonce qu'elle compte se servir de DiMaso au mieux de ses capacités, et doit donc le séduire pour s'assurer de sa coopération. Un associé d'Irving suggère devant DiMaso que le cheikh fasse des affaires avec le maire de Camden, Carmine Polito. Populaire, Polito fait campagne afin de revitaliser le jeu, devenu légal, à Atlantic City, pour lequel il a du mal à trouver les fonds nécessaires. Richie, quant à lui, conçoit le plan de piéger le maire, malgré l'objection originelle de son patron, Stoddard Thorsen. DiMaso parvient à obtenir des fonds nécessaires, soit deux millions de dollars, en faisant un virement non autorisé, grâce à l'aide de Sydney qui manipule une secrétaire du FBI. Lorsque le patron de Thorsen, Anthony Amado, entend parler de l'opération, il fait l'éloge de l'initiative de DiMaso et félicite Thorsen qui doit continuer l'opération.
À cause d'une maladresse de DiMaso, qui se fait passer, sous le nom de Robert Spencer, pour le conseiller du cheikh, la première entrevue avec Polito manque de tourner court. Irving parvient à convaincre le maire que leur proposition est authentique, et s'accorde avec Polito pour éloigner Spencer de leurs réunions. Les deux hommes deviennent par la suite des amis. L'agent fédéral organise une rencontre avec le cheikh sur un aérodrome, obligeant Thorsen à d'autres dépenses. Sans consulter Irving et Sydney, DiMaso a engagé un agent américano-mexicain, Paco Hernandez, pour jouer le rôle du cheikh ; celui-ci ne parle presque pas arabe. Polito les emmène à une partie du casino où se déroule une fête, à laquelle sont également conviés des représentants de la mafia, avec lesquels il est nécessaire de faire affaire, puisque ceux-ci contrôlent la majeure partie des casinos américains alors en marche. Irving est surpris par la présence de Victor Tellegio, adjoint de Meyer Lansky, qui veut rencontrer le cheikh. Ce dernier explique que si l'entreprise doit fonctionner, le « cheikh » doit devenir citoyen américain, et que Carmine doit faire accélérer les choses, quitte à corrompre des fonctionnaires si nécessaire. Afin de prouver définitivement l'authenticité du cheikh (qui a réussi à répondre à ses questions en arabe), Tellegio exige un virement de 10 millions de $. Richie est d'accord, désireux de coincer le mafieux, mais Irving réalise que l'opération est hors de contrôle : de la cible de départ, quelques arnaqueurs, le FBI a désormais dans le viseur des représentants du Congrès et des mafieux haut placés.
Attiré par Sydney depuis le début, Richie lui avoue ses sentiments, mais cette dernière, lasse de porter son personnage sans répit, lui révèle qu'elle est américaine et non britannique ; l'agent devient alors confus et agressif. Toutefois, Irving arrive, protège sa maîtresse et veut stopper l'opération, mais DiMaso lui dit que s'il abandonne, Tellegio s'en prendra à sa famille et à Sydney. DiMaso dépasse les bornes également envers sa hiérarchie, puisqu'il agresse physiquement Thorsen ; seules les cibles de l'opération lui permettent de conserver le soutien d'Amado, qui refuse toutefois le virement de 10 millions. Parallèlement, Rosalyn, ayant rencontré pour la première fois Sydney à la soirée de Polito, et connaissant ses liens avec son mari, a commencé une relation avec Pete Musane, un mafieux rencontré ce soir-là. Lorsqu'elle mentionne à son amant qu'il est possible que son mari travaille avec l'Internal Revenue Service (le fisc), Pete doit s'expliquer avec lui : il emmène Polito et Irving en voiture, un complice menaçant physiquement Irving afin qu'il précise si cette histoire est vraie. Irving lui promet que l'investissement du cheikh est réel, et lui propose le versement d'un acompte de 2 millions dès que possible. Plus tard, Irving retrouve Rosalyn, qui admet qu'elle a parlé à Pete parce qu'elle se sent mal aimée, et pour pousser Irving à trouver un plan pour les sortir tous de ce pétrin. Rosalyn accepte de garder le silence sur le plan mais veut demander le divorce.
Avec l'aide de Polito, Richie et Irving piègent des membres du Congrès en flagrant délit de pots-de-vin, enregistrés sur bande vidéo. Un rendez-vous est ensuite pris avec Tellegio pour l'acompte ; une rencontre est organisée dans les bureaux de son avocat, Alfonse Simone, mais le mafieux n'est pas présent. Faisant semblant de remettre en question l'accord, Richie enregistre un aveu d'activités criminelles ; le transfert est fait et DiMaso peut exulter dans le bureau d'Amado, sous le regard noir de Thorsen.
Irving rend visite à Polito pour lui avouer la vérité, ce qui le met en colère, mais dit qu'il a un plan pour l'aider. Polito chasse ce dernier de chez lui, détruisant à jamais leur amitié, au grand regret d'Irving. Plus tard, Irving et Sydney sont convoqués dans le bureau d'Amado : les deux millions de dollars ont disparu, et une source anonyme propose de rendre l'argent en échange de l'immunité pour Irving et Sydney et une réduction de la peine de prison pour Polito. Amado est prêt à accepter, mais Richie s'y oppose. Irving suggère que soit Richie a pris l'argent ou soit qu'il est incompétent pour avoir perdu l'argent, car c'est lui qui a autorisé le transfert, et donné le numéro de compte à l'avocat. En fait, Irving a un ami qui s'est fait passer pour l'avocat auprès de Richie, lui permettant de détourner l'argent, tout en évitant d'impliquer la mafia. Amado et Thorsen acceptent le marché et écartent Richie de l'affaire, celui-ci retombant dans l'anonymat qu'il voulait quitter.
Quelque temps après les événements, Irving et Sydney ouvrent une galerie d'art légale et emménagent ensemble, tandis que Rosalyn refait sa vie avec Pete et partage la garde de Danny avec son ex-mari. Avant que les deux couples ne fassent leurs vies chacun de leurs côtés, Musane remercie, de la part de Tellegio, Irving pour l'avoir protégé.

## Fiche technique
- Titre original : American Hustle
- Titre français : American Bluff[1]
- Titre québécois : Arnaque américaine
- Réalisation : David O. Russell
- Scénario : Eric Warren Singer et David O. Russell
- Direction artistique : Judy Becker
- Distribution des rôles : Mary Vernieu
- Décors : Jesse Rosenthal
- Costumes : Michael Wilkinson
- Photographie : Linus Sandgren
- Son : Jay Nierenberg
- Montage : Alan Baumgarten, Jay Cassidy et Crispin Struthers
- Musique : Danny Elfman
- Production : Megan Ellison, Charles Roven et Richard Suckle
- Sociétés de production : Annapurna Pictures et Atlas Entertainment
- Sociétés de distribution : Columbia Pictures (États-Unis), Les Films Séville (Canada), Metropolitan Filmexport (France)
- Budget : 40 millions de dollars[5]
- Pays de production : États-Unis
- Langues originales : anglais et arabe
- Format : couleur et noir et blanc[n 2] — 35 mm — 2,35:1 — son Dolby Digital, SDDS et Datasat
- Genre : policier, comédie dramatique, thriller
- Durée : 138 minutes
- Dates de sortie[6] :
  - États-Unis : 13 décembre 2013 (sortie limitée) ; 18 décembre 2013 (sortie nationale)
  - France : 5 février 2014[1]
- Public :
  - États-Unis : Classification MPAA : R (Restricted)[n 3] (visa d'exploitation no 48790)
  - France :Classification CNC : tous publics (visa d'exploitation no 138930 délivré le 12 février 2014)[7]

## Distribution
- Christian Bale (VF : Jean-Pierre Michaël ; VQ : Patrice Dubois) : Irving Rosenfeld
- Bradley Cooper (VF : Alexis Victor ; VQ : Philippe Martin) : Richard « Richie » DiMaso
- Amy Adams (VF : Caroline Victoria ; VQ : Viviane Pacal) : Sydney Prosser
- Jennifer Lawrence (VF : Kelly Marot ; VQ : Catherine Brunet) : Rosalyn Rosenfeld
- Jeremy Renner (VF : Jérôme Pauwels ; VQ : Jean-François Beaupré) : le maire Carmine Polito
- Louis C.K. (VF : Michel Dodane ; VQ : Sylvain Hétu) : Stoddard Thorsen
- Jack Huston (VF : Damien Ferrette ; VQ : Maël Davan-Soulas) : Pete Musane
- Michael Peña (VF : Pierre-François Pistorio ; VQ : Gabriel Lessard) : Paco Hernandez / Sheik Abdullah
- Shea Whigham (VF : Philippe Vincent ; VQ : Frédéric Desager) : Carl Elway
- Alessandro Nivola (VF : Damien Boisseau ; VQ : Gilbert Lachance) : Anthony Amado
- Elisabeth Röhm (VF : Véronique Desmadryl ; VQ : Mélanie Laberge) : Dolly Polito
- Paul Herman (VF : Michel Ruhl; VQ : Vincent Davy) : Ed Malone / Alfonse Simone
- Saïd Taghmaoui (VF : Omar Yami) : Al du Queens, le plan d'Irving pour interpréter le Sheik
- Anthony Zerbe (VF : Dominique Paturel) : le sénateur Horton Mitchell
- Colleen Camp : Brenda
- Erica McDermott (en) : l'assistante de Carl Elway
- Adrian Martinez : Julius
- J.J. Wright : Thigpen
- Melissa McMeekin : Sabrina
- Robert De Niro (VF : Jacques Frantz ; VQ : Jean-Marie Moncelet) : Victor Tellegio (non crédité)
- Patsy Meck (VF : Cathy Cerdà) : la mère de Ritchie
- Dawn Olivieri : une fille de Cosmo
- Gary Zahakos (VF : Thierry Murzeau) : le deputé Keshoygan

Acteurs principaux
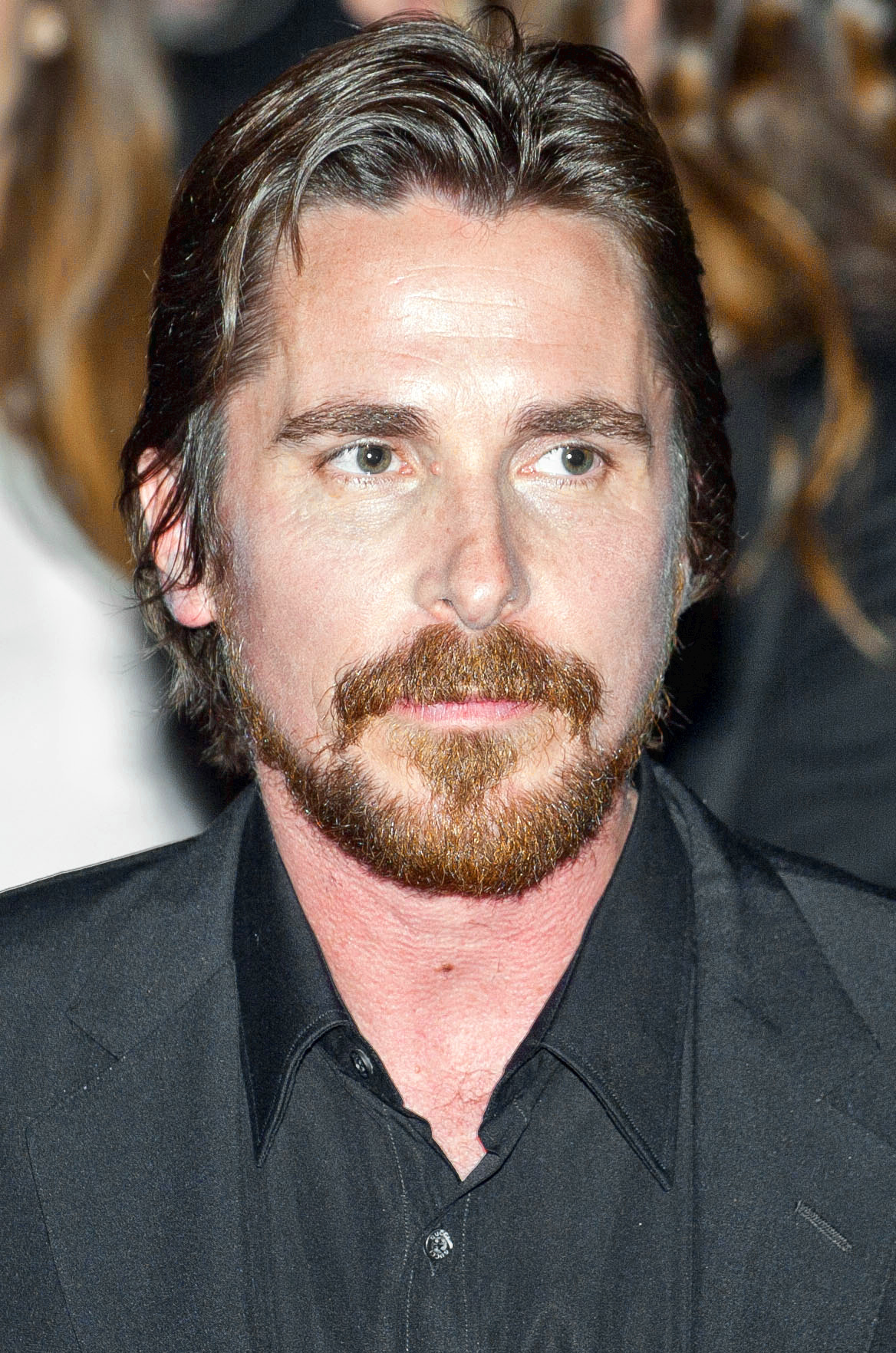
Christian Bale interprète Irving Rosenfeld
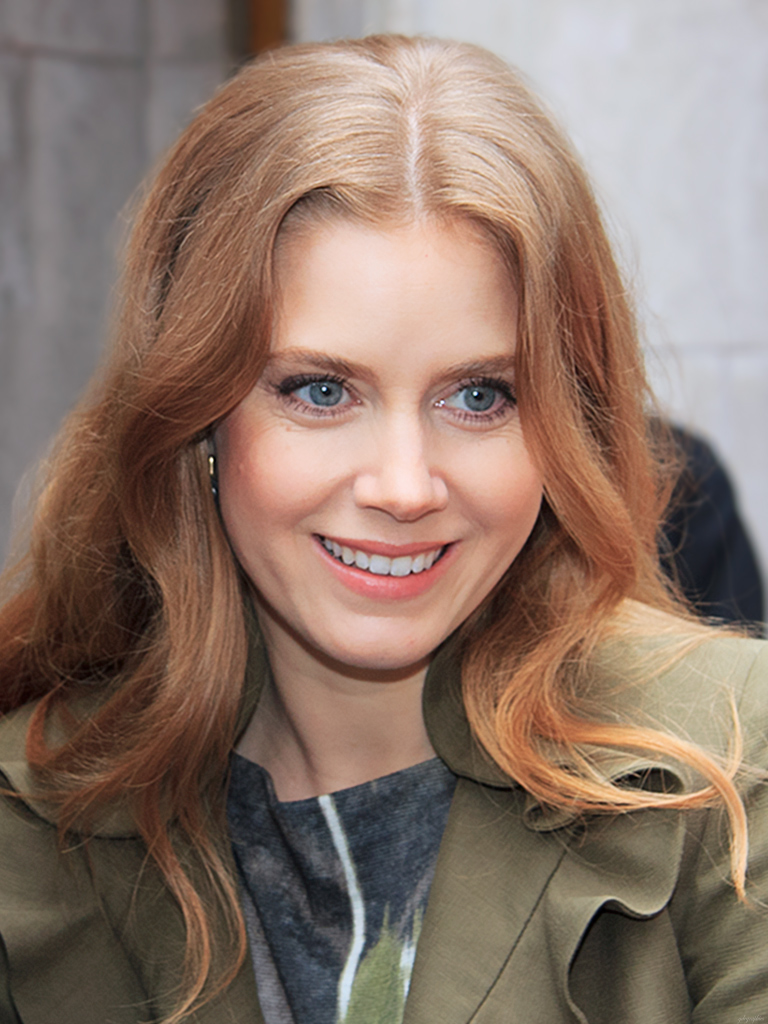
Amy Adams interprète Sydney Prosser
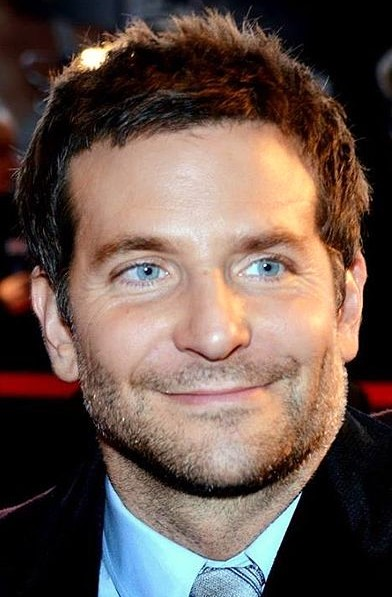
Bradley Cooper interprète Richie DiMaso
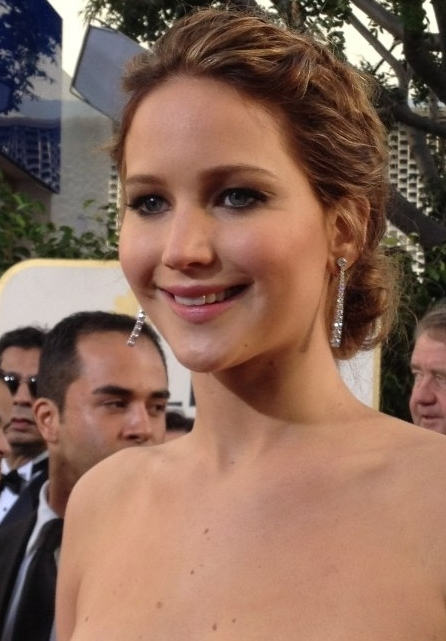
Jennifer Lawrence interprète Rosalyn Rosenfeld
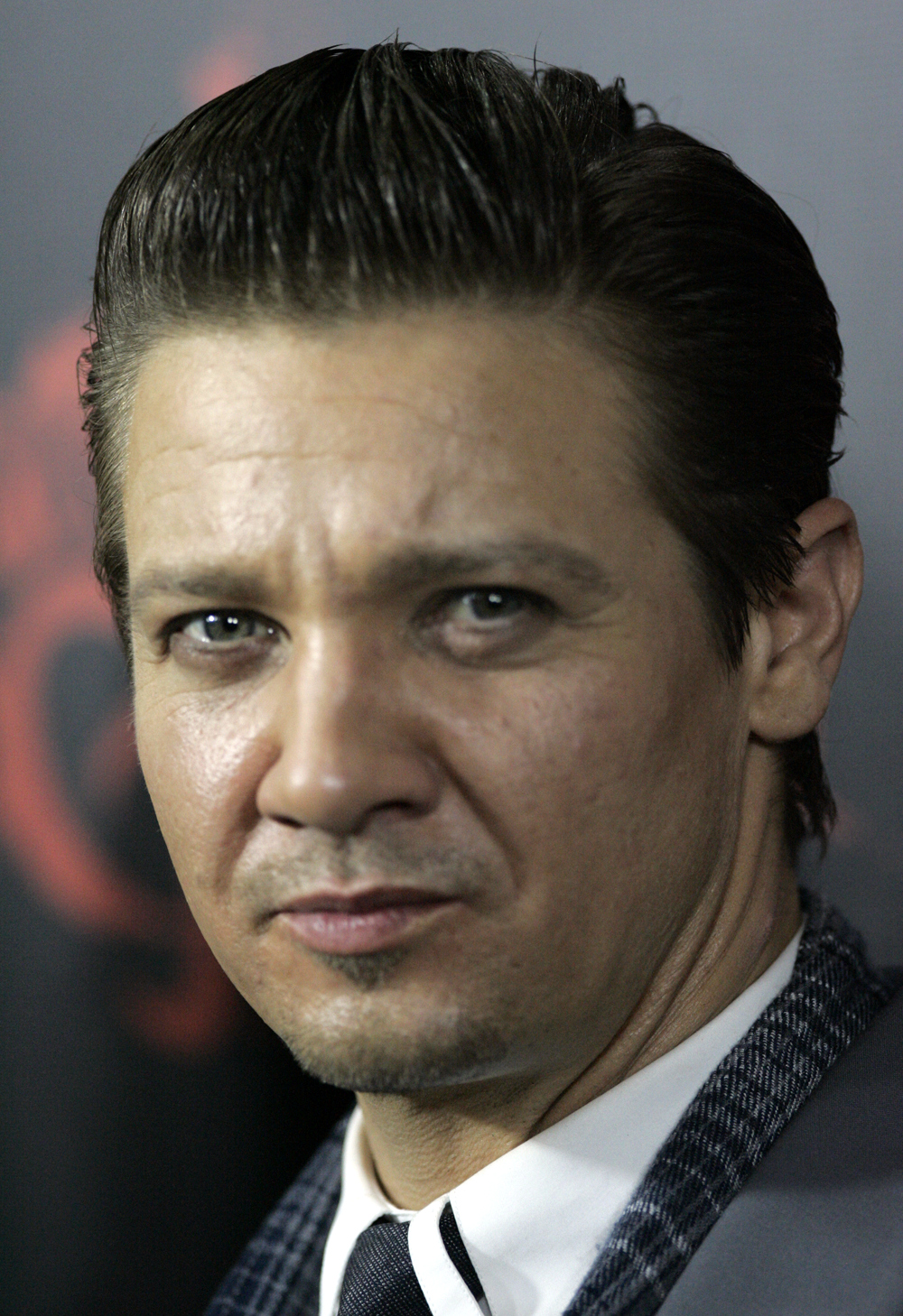
Jeremy Renner interprète Carmine Polito
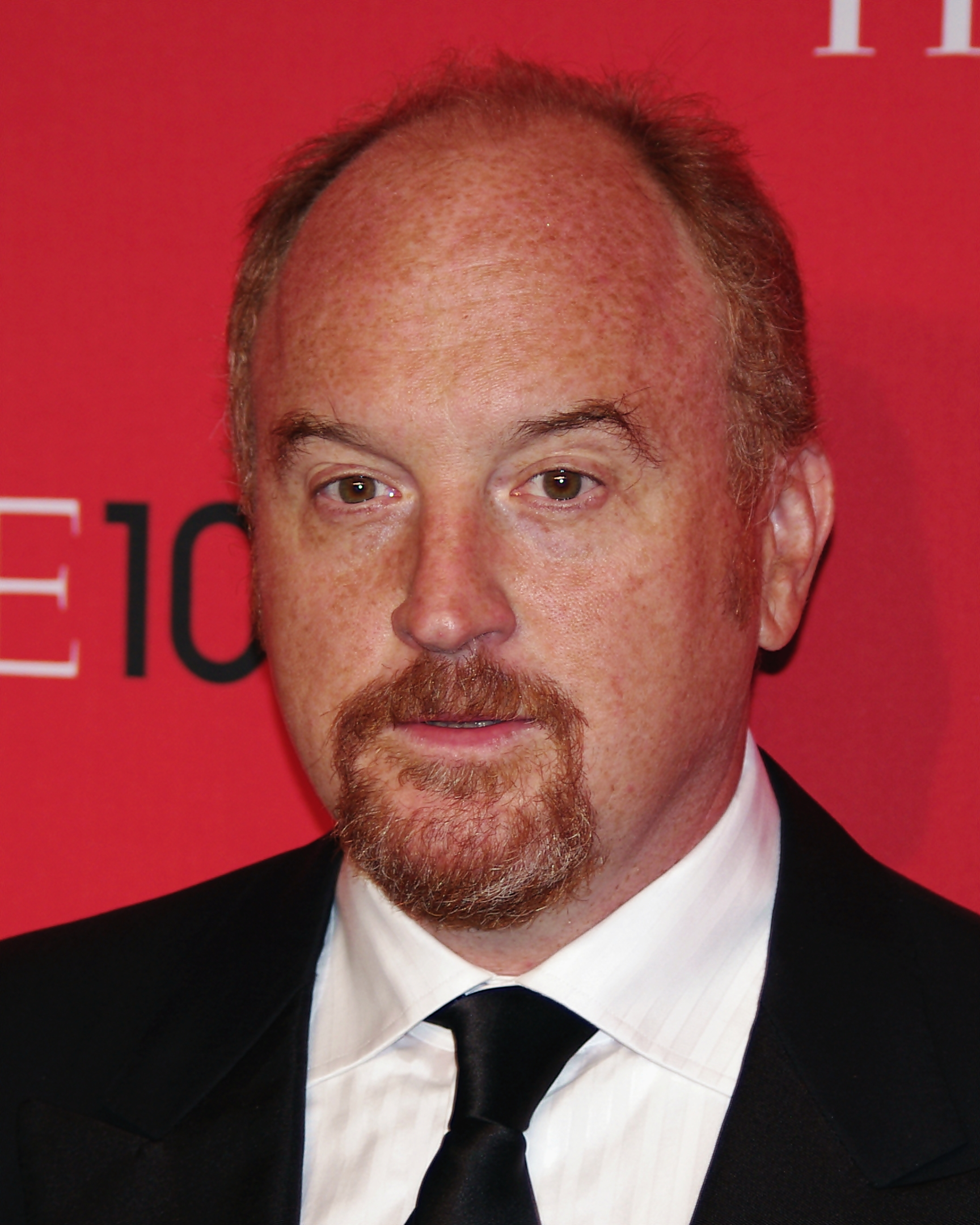
Louis C.K. interprète Stoddard Thorsen
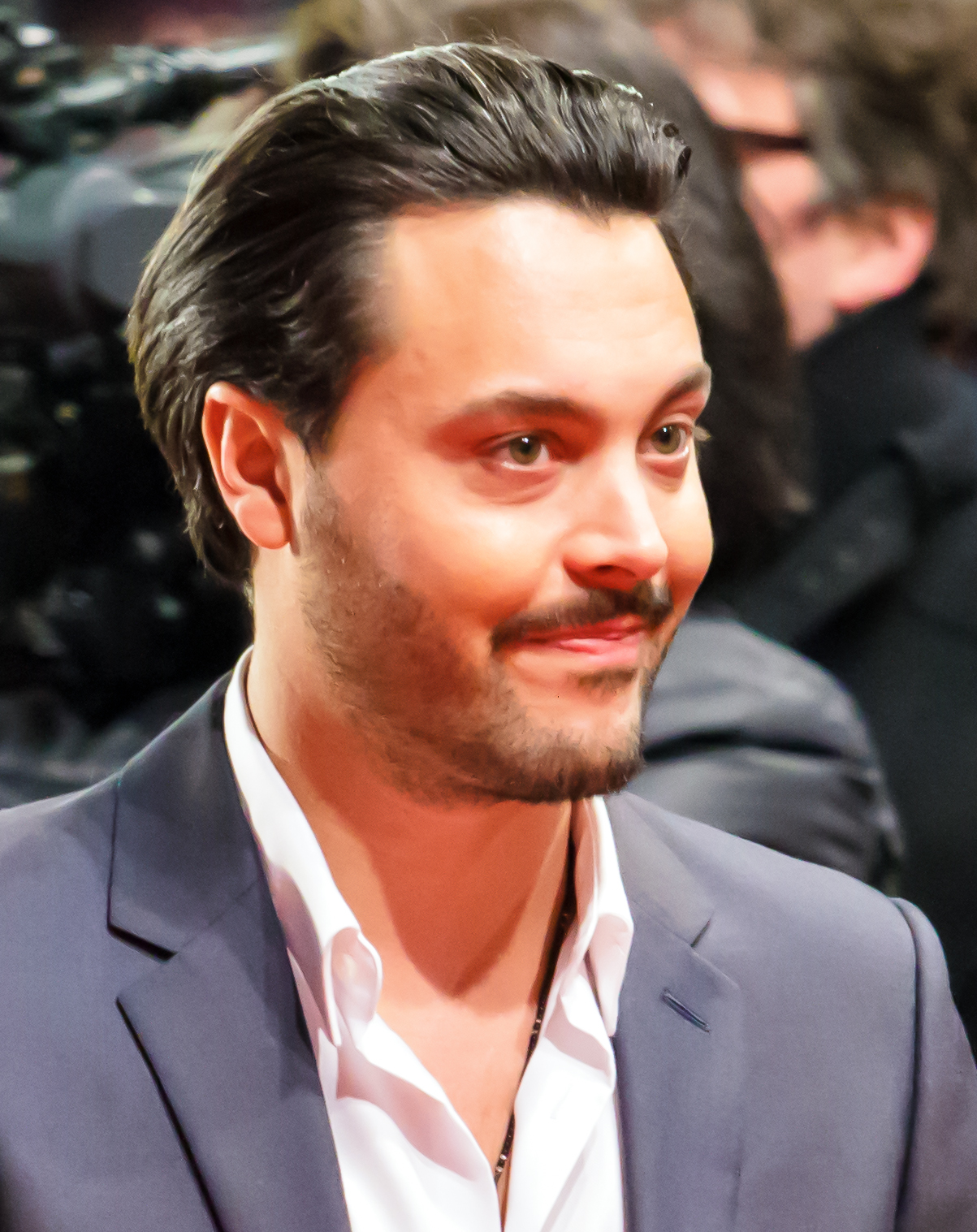
Jack Huston interprète Pete Musane

Sources et légende : version française (VF) sur AlloDoublage et RS Doublage ; version québécoise (VQ) sur Doublage Québec

## Production

### Développement

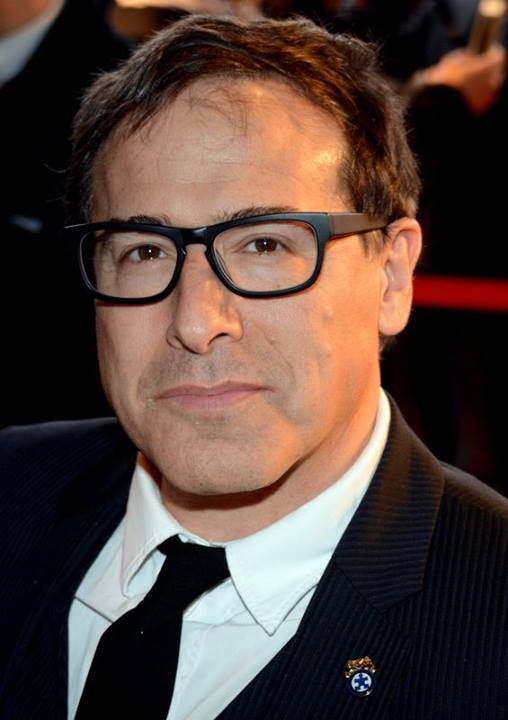
Le réalisateur David O. Russell à l'avant-première française du film.

Le scénario s'inspire de l'affaire « Abscam » qui a eu lieu dans les années 1970. Au début des années 1980, le réalisateur français Louis Malle développe le film Moon Over Miami, inspiré de l'affaire, avec Dan Aykroyd et John Belushi dans le rôle de Melvin Weinberg (qui est renommé Irving Rosenfeld dans la version de David O. Russell). Mais le projet sera abandonné à la suite du décès de John Belushi en mars 1982.
Eric Warren Singer développe un scénario intitulé American Bullshit. En 2010, il fait partie de la Black List des meilleurs scénarios non adaptés de l'année. Le poste de réalisateur est ensuite proposé à Ben Affleck,. Ben Affleck refuse le poste pour se concentrer sur une adaptation cinématographique du roman Le Fléau de Stephen King. David O. Russell accepte le projet et réécrit le script en développant davantage les personnages. Selon Russell, il n'avait « aucune envie de faire un film historique, un film dossier ». Il est attiré par l'argument de départ et les protagonistes de l'histoire, voyant une « thématique suffisamment riche […] pour espérer en tirer un film lyrique ».

### Casting
David O. Russell regroupe ici deux groupes d'acteurs issus de ses précédents films : Christian Bale, Amy Adams, Erica McDermott, Melissa McMeekin (tous présents dans Fighter, 2010) et Jennifer Lawrence, Bradley Cooper et Robert De Niro (Happiness Therapy, 2012). Christian Bale s'est d’abord désisté pour le rôle d'Irving Rosenfeld, au profit de Bradley Cooper. Finalement, Bale revient quelque temps plus tard et récupère son rôle. Bradley Cooper incarne finalement l'agent du FBI Richard « Richie » DiMaso (inspiré d'Anthony Amoroso, Jr.).

### Tournage
Le tournage a eu lieu du 18 mars au 19 mai 2013,,. Bien que l'histoire se déroule notamment à Philadelphie, la majeure partie du tournage s'est tenue dans le Massachusetts (Boston, Worcester, Salem, Malden, Natick, Medford, etc.). Le tournage est fortement perturbé par les attentats du marathon de Boston survenus le lundi 15 avril 2013 à 14 h 50 HAE (18 h 50 UTC) où deux bombes ont explosé. Peu après les événements, quatre des acteurs principaux d'American Bluff, à savoir Adams, Bale, Cooper et Renner, se sont rendus dans les hôpitaux de la région de Boston pour soutenir le moral des blessés.
Un temps interrompu à la suite du drame, le blocage du tournage est levé, après que la police de la ville de Boston a traqué et maîtrisé les deux suspects, et l'équipe a tourné le reste des scènes à Boston et passé les derniers jours de production à New York, pour tourner d'autres scènes.
Pour les besoins du rôle, Christian Bale a pris 18 kilos, ce qui lui a provoqué une hernie et la détérioration de deux disques de la colonne vertébrale. Robert De Niro ne le reconnait même pas lorsqu'il se rend pour la première fois sur le plateau.
Christian Bale révèle qu'il y a eu beaucoup d'improvisation sur le tournage. Lors d'une scène, l'acteur improvise mais signale à David O. Russell que cela influencera la suite de l'histoire. Mais le réalisateur a avoué se ficher du scénario et se concentrer sur ses personnages.

### Bande originale
La bande originale du film contient des tubes des années 1960-1970. Le titre The Jean Genie de David Bowie, entendue dans le film, ne figure pas sur la bande originale.
Liste des titres :
1. Jeep's Blues — Duke Ellington (4:43)[19]
2. Goodbye Yellow Brick Road — Elton John (3:15)
3. White Rabbit — reprise de Mayssa Karaa (en) (2:33)
4. 10538 Overture — Electric Light Orchestra (4:40)
5. Live and Let Die — Paul McCartney & Wings (3:13)
6. How Can You Mend a Broken Heart — Bee Gees (3:57)
7. I Feel Love — Donna Summer (5:56)
8. Don't Leave Me This Way — Harold Melvin & the Blue Notes (6:09)
9. Delilah — Tom Jones (3:22)
10. I've Got Your Number — Jack Jones (1:52)
11. Long Black Road — Electric Light Orchestra (3:21)
12. A Horse with No Name — America (4:12)
13. Stream of Stars — Jeff Lynne (2:45)
14. Live to Live — Chris Stills (3:07)
15. Irving Montage — Danny Elfman (1:55)
16. Papa Was a Rolling Stone — The Temptations (12:00)

## Distinctions

### Récompenses
- Alliance of Women Film Journalists Awards 2013 : meilleure distribution
- American Film Institute Awards 2013 : top 10 des meilleurs films de l'année
- Black Film Critics Circle Awards 2013 : meilleur scénario original pour Eric Warren Singer et David O. Russell
- Detroit Film Critics Society Awards 2013 : meilleure distribution
- Indiana Film Journalists Association Awards 2013 : meilleure actrice dans un second rôle pour Jennifer Lawrence
- Nevada Film Critics Society Awards 2013 : meilleure actrice dans un second rôle pour Jennifer Lawrence
- New York Film Critics Circle Awards 2013 :
  - Meilleur film
  - Meilleure actrice dans un second rôle pour Jennifer Lawrence
  - Meilleur scénario pour Eric Singer et David O. Russell
- New York Film Critics Online Awards 2013 : meilleure distribution
- Phoenix Film Critics Society Awards 2013 : meilleure distribution, meilleurs costumes
- San Diego Film Critics Society Awards 2013 : meilleure distribution
- San Francisco Film Critics Circle Awards 2013 : meilleur scénario original pour Eric Warren Singer et David O. Russell, meilleure actrice dans un second rôle pour Jennifer Lawrence
- Southeastern Film Critics Association Awards 2013 : meilleur scénario original pour Eric Warren Singer et David O. Russell, meilleure distribution
- Toronto Film Critics Association Awards 2013 : meilleure actrice dans un second rôle pour Jennifer Lawrence
- Festival international du film de Palm Springs 2014 : Ensemble Cast Award
- AACTA International Awards 2014 :
  - Meilleure actrice dans un second rôle pour Jennifer Lawrence
  - Meilleur scénario original pour Eric Warren Singer et David O. Russell
- British Academy Film Awards 2014 :
  - Meilleure actrice dans un second rôle pour Jennifer Lawrence
  - Meilleur scénario original pour David O. Russell et Eric Singer
  - Meilleurs maquillages et coiffures pour Evelyne Noraz et Lori McCoy-Bell
- Central Ohio Film Critics Association Awards 2014 : meilleure actrice dans un second rôle pour Jennifer Lawrence et meilleure distribution
- Critics' Choice Movie Awards 2014 :
  - Meilleure distribution
  - Meilleur maquillage
  - Meilleure comédie
  - Meilleure actrice dans une comédie pour Amy Adams
- Golden Globes 2014 :
  - Meilleur film musical ou comédie
  - Meilleure actrice dans un film musical ou comédie pour Amy Adams
  - Meilleure actrice dans un second rôle pour Jennifer Lawrence
- National Society of Film Critics Awards 2014 : meilleure actrice dans un second rôle pour Jennifer Lawrence
- North Texas Film Critics Association Awards 2014 : meilleure actrice dans un second rôle pour Jennifer Lawrence
- Oklahoma Film Critics Circle Awards 2014 : meilleure actrice dans un second rôle pour Jennifer Lawrence
- Vancouver Film Critics Circle Awards 2014 : meilleure actrice dans un second rôle pour Jennifer Lawrence
- Satellite Awards 2014 : meilleur scénario original pour David O. Russell et Eric Warren Singer
- Screen Actors Guild Awards 2014 : meilleure distribution
- American Cinema Editors Awards 2014 : meilleur montage d'un film comique ou musical

### Nominations
- Washington D.C. Area Film Critics Association Awards 2013 :
  - Meilleur film
  - Meilleure actrice dans un second rôle pour Jennifer Lawrence
  - Meilleure distribution
  - Meilleur scénario original pour Eric Warren Singer et David O. Russell
- Berlinale 2014 : sélection « Berlinale Special »
- British Academy Film Awards 2014 :
  - Meilleur film
  - Meilleur réalisateur pour David O. Russell
  - Meilleur acteur pour Christian Bale
  - Meilleure actrice pour Amy Adams
  - Meilleur acteur dans un second rôle pour Bradley Cooper
  - Meilleurs décors pour Judy Becker et Heather Loeffler
  - Meilleurs costumes pour Michael Wilkinson
- Critics' Choice Movie Awards 2014 :
  - Meilleur film
  - Meilleur réalisateur pour David O. Russell
  - Meilleur acteur pour Christian Bale
  - Meilleur acteur dans un second rôle pour Bradley Cooper
  - Meilleure actrice dans un second rôle pour Jennifer Lawrence
  - Meilleur scénario original pour Eric Warren Singer et David O. Russell
  - Meilleurs costumes pour Michael Wilkinson
  - Meilleur montage pour Alan Baumgarten, Jay Cassidy et Crispin Struthers
  - Meilleur acteur dans une comédie pour Christian Bale
- Golden Globes 2014 :
  - Meilleur réalisateur pour David O. Russell
  - Meilleur acteur dans un film musical ou comédie pour Christian Bale
  - Meilleur acteur dans un second rôle pour Bradley Cooper
  - Meilleur scénario pour Eric Warren Singer et David O. Russell
- Oscars du cinéma 2014 : Même si le film ne remporte pas de récompense, il réussit l'exploit d'être nommé aux cinq Oscars majeurs, comme la précédente réalisation de David O. Russell, Happiness Therapy.
  - Meilleur film pour les producteurs Charles Roven, Richard Suckle, Megan Ellison et Jonathan Gordon
  - Meilleur réalisateur pour David O. Russell
  - Meilleur acteur pour Christian Bale
  - Meilleure actrice pour Amy Adams
  - Meilleur acteur dans un second rôle pour Bradley Cooper
  - Meilleure actrice dans un second rôle pour Jennifer Lawrence
  - Meilleur scénario original pour Eric Singer et David O. Russell
  - Meilleurs décors pour Judy Becker et Heather Loeffler
  - Meilleurs costumes pour Michael Wilkinson
  - Meilleur montage pour Alan Baumgarten, Jay Cassidy et Crispin Struthers
- Satellite Awards 2014 :
  - Meilleur film
  - Meilleur réalisateur pour David O. Russell
  - Meilleur acteur pour Christian Bale
  - Meilleure actrice pour Amy Adams
  - Meilleur acteur dans un second rôle pour Bradley Cooper
  - Meilleure actrice dans un second rôle pour Jennifer Lawrence
  - Meilleur montage pour Joe Walker
  - Meilleure musique de film pour Hans Zimmer
- Screen Actors Guild Awards 2014 : meilleure actrice dans un second rôle pour Jennifer Lawrence

## Accueil

### Réception critique
American Bluff obtient un accueil critique très favorable dans les pays anglophones : le site Rotten Tomatoes rapporte que 93 % des 248 critiques professionnelles collectées sont positives, donnant une note moyenne de 8,2⁄10, obtenant le label « Certified Fresh », notant dans leur consensus que « tordant et impeccablement moulé, American Bluff compense ses défauts avec une énergie débordante et un peu de la plus irrépressible et dynamique  réalisation de David O. Russell », tandis que le site Metacritic lui attribue une moyenne de 90⁄100, pour quarante-sept commentaires collectés, avec pour mention « Universal Acclaim »,. En France, le long-métrage obtient un accueil favorable avec une moyenne de 3,2⁄5 sur le site AlloCiné, pour 31 commentaires collectés.
Pour Mick La Salle, du San Francisco Chronicle, il s'agit du « meilleur film de David O. Russell, du fait qu'il trouve une zone idéale de spontanéité et de contrôle complet », tandis que Michael Phillips, du Chicago Tribune, le trouve « juteux, drôle et vif ». Richard Roeper, du Chicago Sun-Times, note que, selon lui, cela été le « meilleur moment » qu'il a eu dans « tous les films de l'année » et ajoute qu'il est « parfaitement réalisé ». Manohla Dargis, du New York Times, émet un avis positif et salue la prestation de Christian Bale, ainsi que les « moments émouvants » qu'il a avec ses partenaires féminines, Amy Adams et Jennifer Lawrence. Pour Claudia Puig, de USA Today, American Bluff, avec « l'une des meilleures distributions d'ensemble de tous les films de l'année », est « audacieux, passionnant et tumultueux ». Peter Travers, du magazine Rolling Stone, voit ce long-métrage comme un « acte de résistance d'un humaniste » et trouve qu'il « se classe parmi les meilleurs films de l'année ». Toutefois, Kyle Smith, du New York Post émet un avis mitigé, le film « met les besoins des acteurs avant ceux du public » et « qu'il n'y a pas de cœur sous ses revers de polyester », qualifiant l'histoire de « vaporeuse ».

### Box-office
| Pays       | Box-office      | Box-office arrêté le... | Nombre de semaines |
| ---------- | --------------- | ----------------------- | ------------------ |
| Monde      | 251 171 807 $   | 6 avril 2014            | 16                 |
| États-Unis | 150 117 807 $   | 6 avril 2014            | 16                 |
| France,    | 644 298 entrées | 16 avril 2014           | 10                 |

Avant de connaître une sortie à l'échelle nationale le 20 décembre 2013 aux États-Unis, American Bluff sort le 13 décembre 2013 pour une exploitation limitée dans six salles de Los Angeles et New York, où il totalise 740 455 $ de recettes lors de son premier week-end d'exploitation, pour une moyenne de 123 409 $ par salles, se classant à la quinzième place du box-office. Il s'agit, pour l'instant, du deuxième meilleur rapport recettes/salles de l'année 2013 derrière La Reine des neiges et Blue Jasmine. American Bluff fait mieux que le précédent film de David O. Russell, Happiness Therapy, qui, en 2012, a également connu une sortie limitée avant une sortie nationale, avait totalisé 443 003 $ de recettes le premier week-end d'exploitation dans seize salles, pour une moyenne de 27 688 $ par salles. American Bluff parvient à atteindre le million de dollars de recettes au sixième jour de son exploitation limitée, avec 1 039 405 $ de recettes. En première semaine, le film prend la quinzième place du box-office avec 1 113 368 $, pour 185 561 $ par salles.
Le 20 décembre 2013, distribué dans 2 507 salles, American Bluff prend la quatrième place du box-office avec 19 106 933 $ de recettes enregistrées pour son second week-end d'exploitation — le premier à une échelle plus large sur le territoire américain — pour une moyenne de 7 619 $ par salles, faisant presque jeu égal avec La Reine des neiges, qui totalise 19 642 107 $,. Le cumul des recettes du film après deux week-ends se portent à 20 220 301 $. En deuxième semaine, les recettes atteignent 40 450 353 $, pour 7 621 $ par salles. Pour sa troisième semaine de présence en salles, le long-métrage grimpe à la troisième place avec un total de 75 518 916 $ de recettes (ayant engrangé 35 068 563 $ de recettes au cours de la période, connaissant une faible baisse des bénéfices), dont 59 169 164 $ en troisième week-end en quatrième position du box-office. Il atteint les 100 millions de dollars de recettes lors de son cinquième week-end d'exploitation,.
American Bluff réussit à dépasser les recettes d'Happiness Therapy sur le territoire  américain dès son huitième week-end en salles avec 133 481 413 $ et atteint les 200 millions de $ de recettes mondiales en huitième semaine. Il devient, à ce jour, le plus grand succès commercial de David O. Russell. Il est aussi le film ayant attiré le plus de spectateurs dans les salles américaines après sa nomination à l'Oscar du meilleur film lors de la 86e cérémonie des Oscars : engrangeant 42,1 millions de $ dans 2 629 salles depuis le 16 janvier 2014, date des nominations aux Oscars, lui permettant de cumuler 146,7 millions de $ depuis sa sortie. Son exploitation se termine le 6 avril 2014 après seize semaines à l'affiche, avec un résultat de 150 117 807 $, ce qui lui vaut de se positionner à la 17e place des meilleures recettes au box-office américain durant l'année 2013.
À l'international, le long-métrage engrange 101 054 000 $, portant le cumul des recettes mondiales à 251 171 807 $, lui permettant de se hisser à la 32e place des meilleures recettes dans le monde en 2013 et d'être le plus grand succès commercial de la société de production Annapurna Pictures.
Sorti en France le 5 février 2014 dans 358 salles, American Bluff prend la seconde position du box-office la semaine de sa sortie avec 279 324 entrées, mais perd cinq places la semaine suivante, tout en ayant obtenu sept salles supplémentaires et ayant totalisé 175 864 entrées (soit une baisse de 37,04%), portant le cumul à 455 188 entrées. Il quitte le top 20 hebdomadaire en quatrième semaine à la dix-neuvième position du box-office avec 47 421 entrées, pour un total de 612 571 entrées. Son exploitation se finit en dixième semaine avec plus de 644 000 entrées, ce qui s'avère une relative déception en comparaison de Happiness Therapy, qui avait fait un démarrage similaire, pour une combinaison de salles inférieur durant les deux premières semaines, mais avait cumulé 791 322 entrées en quatrième semaine, restant dans le top 20 hebdomadaire jusqu'en septième semaine, lui permettant d'atteindre le million d'entrées.

## Sortie vidéo
American Bluff est sorti en DVD et en Blu-ray le 18 mars 2014 en région 1 chez Sony Home Entertainment et le 5 juin 2014 en région 2 chez Metropolitan Vidéo.
Dans la région 2, le DVD contient dans ses suppléments le making-of, l'avant-première du film à Paris et un lien internet, tandis que le Blu-ray contient en plus des suppléments du DVD les scènes coupées et la fin alternative. Une édition limitée est également parue, contenant, en plus du DVD et du Blu-ray, un DVD de bonus et la bande originale du film.